# ماوشچن
ماوشچن (به لاتین: Małyszczyn) یک روستا در لهستان است که در گمینا گروجیسک واقع شده‌است.